# 下段駅
下段駅（しただんえき）は富山県中新川郡立山町榎にある富山地方鉄道立山線の駅である。駅番号はT48。

## 歴史
- 1921年（大正10年）3月19日：立山鉄道の駅として開業[1]。
- 1936年（昭和11年）
  - 8月18日：廃止[2]。
  - 12月26日：再開業[3]。
- 1977年（昭和52年）7月1日：無人化[4]。

## 駅構造
単式ホーム1面1線を持つ地上駅。木造駅舎を有する無人駅である。

## 利用状況
「統計たてやま」によると、2019年度の1日平均乗降人員は90人であった。
近年の1日平均乗降人員は以下の通り。
| 年度   | 1日平均 乗降人員 |
| ------ | ---------------- |
| 2004年 | 88               |
| 2005年 | 93               |
| 2006年 | 101              |
| 2007年 | 98               |
| 2008年 | 92               |
| 2009年 | 88               |
| 2010年 | 89               |
| 2011年 | 88               |
| 2012年 | 90               |
| 2013年 | 83               |
| 2014年 | 83               |
| 2015年 | 87               |
| 2016年 | 90               |
| 2017年 | 90               |
| 2018年 | 92               |
| 2019年 | 90               |
| 2020年 | 75               |
| 2021年 | 78               |
| 2022年 | 84               |
| 2023年 | 119              |

## 駅周辺
- 立山町中央体育センター
- 立山町立下段保育所
- 立山町立下段公民館

## 隣の駅
富山地方鉄道
■立山線
■アルペン特急・■特急
通過
■普通
榎町駅 (T47) - 下段駅 (T48) - 釜ヶ淵駅 (T49)